# Carl Müller (Politiker, 1879)
Carl Müller (* 22. September 1879 in Stuttgart; † 7. September 1953 in Mödling) war ein deutscher Kunstmaler und Politiker der USPD und der KPD.

## Leben und Beruf
Müller wuchs als Sohn eines Malers auf. In der Zeit vor dem Ersten Weltkrieg lebte er in der Schweiz, dort war er als Kunstmaler und Schriftsteller tätig und schloss sich der sozialistischen Bewegung an. Kurz nach Ende des Kriegs kehrte er nach Württemberg zurück. Im August 1919 hielt er sich vorübergehend in Zürich auf.
Im Januar 1924 wurde er aufgrund seiner Tätigkeit für die KPD vorübergehend verhaftet und seine Post von der Polizei überwacht. Später war er als Redakteur für die Süddeutsche Arbeiterzeitung, einem KPD-Organ in Stuttgart, tätig.
Müller lebte einige Zeit mit der württembergischen Kommunistin Anna Stegmaier (1899–1973) zusammen. Im Frühjahr 1933 emigrierte er erneut in die Schweiz, um einer Verhaftung durch die NS-Behörden zu entkommen. Von dort siedelte er im Oktober 1933 nach Wien über, wo er wieder als Kunstmaler arbeitete.

## Politik
Nach seiner Rückkehr nach Württemberg trat Müller in die USPD ein. Er trat als Volksredner auf und wurde im April 1920 Parteisekretär der USPD in Weingarten. Im selben Jahr wurde er in den württembergischen Landtag gewählt. Kurze Zeit später wechselte er in die KPD. 1922 wurde er auch in den Gemeinderat von Weingarten gewählt. 1924 wurde sein Mandat im Landtag bestätigt. Im Januar 1927 wurde er aus der KPD ausgeschlossen. Sein Mandat im Landtag hatte er bis zur Wahl 1928 inne.